# Elisabeth Kiernan Averick
Elisabeth Kiernan Averick est une productrice, scénariste et actrice américaine. Elle est principalement connue pour son travail sur les séries télévisées Crazy Ex-Girlfriend et Les Simpson.

## Filmographie

### Scénariste

#### Pourles Simpson
| Année | Titre                    | Titre original            | Saison | Épisode | Réalisateur    |
| ----- | ------------------------ | ------------------------- | ------ | ------- | -------------- |
| 2020  | Gloire aux dents         | Hail to the Teeth         | 31     | 11      | Mark Kirkland  |
| 2021  | La Star des coulisses    | The Star of the Backstage | 33     | 1       | Rob Oliver     |
| 2021  | Maggie et les Gangsters  | A Made Maggie             | 33     | 10      | Timothy Bailey |
| 2023  | Une vie pleine de gaffes | It's a Blunderful Life    | 35     | 7       | Matthew Nastuk |

#### Autre
- 2016-2019 : Crazy Ex-Girlfriend : 13 épisodes
- 2021 : Le Bon, le Bart et le Loki

### Productrice
- 2010 : Hitched
- 2010-2011 : Human Target : La Cible : 8 épisodes
- 2013 : Zero Hour : 2 épisodes
- 2014 : Six Train
- 2014 : Selma
- 2018-2019 : Crazy Ex-Girlfriend : 18 épisodes
- 2019-2021 : Les Simpson : 38 épisodes

### Actrice
- 2006 : A Girl and a Gun : Sophie
- 2007 : Where God Left His Shoes : l'hôtesse
- 2010 : Community Theater : Emily
- 2010 : Pop Shock : Tamara
- 2012 : Howard Gets an Interview
- 2015 : Community Theater: Seinfeld the Musical : Emily
- 2017 : Crazy Ex-Girlfriend : l'hôtesse de l'air (1 épisode)
- 2021 : Les Simpson (1 épisode)